# Nandurbar (dystrykt)
Nandurbar (marathi नंदुरबार जिल्हा, ang. Nandurbar district) – jeden z trzydziestu pięciu dystryktów (najdalej położony na północ) indyjskiego stanu Maharasztra, o powierzchni 5034 km².

## Położenie
Od zachodu i północnego zachodu graniczy ze stanem Gudźarat, od północnego wschodu i wschodu ze stanem Madhya Pradesh. Na południu i południowym wschodzie sąsiaduje z dystryktem Dhule.
Na północy na rzece Narmada powstaje projekt Narmada Dam Project.

## Rzeki
Rzeki przepływające przez obszar dystryktu:
- Arunavati
- Gomai
- Narmada
- Nesu
- Shiva
- Tapi
- Waki